# Carbendazim
Carbendazim is een op benzimidazool gebaseerd, vaak toegepast fungicide. Een 4,7%-oplossing van carbendazimhydrochloride wordt onder de merknaam Eertavas verkocht als effectieve bestrijding van iepziekte.
Het Swedish Chemicals Agency heeft een verbod van carbendazim voorgesteld, maar het Europese Parlement heeft op 13 januari 2009 de stof toegelaten.
De toepassing van carbendazim op macadamia-plantages in Queensland (Australië) is omstreden.